# Frederick Coutts
Frederick Coutts, född 21 september 1899 i  Kirkcaldy, Skottland, död 6 februari 1986, var Frälsningsarméns 8:e general (internationelle ledare) 1963-1969.